# 俳句結社・結社誌の一覧
俳句結社・結社誌の一覧では、著名な俳句結社および結社発行の俳誌を五十音順で掲載する。
- 主宰、ないし主要同人がWikipediaにおける特筆性の基準を満たしている者を採録する。
- 活動終了・廃刊したものも含む。
- 同人・参加者は過去の所属者も含む。師系は参考文献や公式ホームページなどで明記されている場合のみ記載。

## あ
- 藍生（あおい）
  - 期間:1990年 - 2023年
  - 主宰:黒田杏子
  - 会員:高田正子、杉山久子、名取里美、藺草慶子、桑原文子、五十嵐秀彦、中岡毅雄など

- 網代（あじろ）
  - 期間:2001年 -
  - 主催:袴田美洞
  - 会員:大須賀乙字など
- 馬酔木（あしび）
  - 期間:1922年 -
  - 主宰:水原秋桜子、没後より水原春郎。現在は徳田千鶴子。
  - 同人:日野草城、山口青邨、富安風生、橋本多佳子、加藤楸邨、能村登四郎、石田波郷、渡辺白泉、藤田湘子など
  - 備考:「破魔弓」として創刊、1928年に改題し号数継承。

- 豈（あに）
  - 期間:1980年 -
  - 同人:筑紫磐井（現発行人）、大井恒行（現編集人）、池田澄子、高山れおな、宇井十間、関悦史、中村安伸など
  - 備考:攝津幸彦など16名により創刊。

- 網（あみ）
  - 期間:1950年 -
  - 主宰：日々野光雲
  - 師系:高濱虚子
- 天の川（あまのがわ）
  - 期間:1918年 - 1961年
  - 主宰:金子兜太
  - 師系:山口青邨
  - 参加:芝不器男、篠原鳳作など

- 炎環（えんかん）
  - 期間:1989年 -
  - 主宰:石寒太
  - 師系:加藤楸邨

- 沖（おき）
  - 期間:1970年 -
  - 主宰:能村登四郎、没後は能村研三
  - 師系:水原秋櫻子、能村登四郎
  - 同人:久保田博、福永耕二、中原道夫、正木ゆう子など

## か
- かつらぎ
  - 期間:1928年 -
  - 主宰:阿波野青畝、現在は森田純一郎
  - 師系:高浜虚子、阿波野青畝
  - 同人:下村梅子、平田冬か、村手圭子など

- 槐（かい）
  - 期間:1991年 -
  - 主宰:岡井省二、現在は高橋将夫
  - 師系:加藤楸邨、森澄雄
  - 同人:児玉輝代、山西雅子、加藤かな文、吉野裕之など

- 海紅（かいこう）
  - 期間:1915年 -
  - 主宰:河東碧梧桐、中塚一碧楼、中塚檀を経て中塚唯人
  - 同人:塩谷鵜平、瀧井孝作、安斎桜磈子、大須賀乙字、水落露石、加藤雪腸、小沢碧童、喜谷六花、兼崎地橙孫、筏井竹の門、風間直得、松宮寒骨、井出台水、細谷不句、吉川金次、日野百草など

- 海程（かいてい）
  - 期間:1962年 -2018年
  - 主宰:金子兜太
  - 師系:加藤楸邨
  - 同人:阿部完市、渋谷道、宮崎斗士、月野ぽぽな、九堂夜想、田中亜美、岡崎万寿など
  - 後継誌:海原（かいげん）

- 風花（かざはな）→今日の花（きょうのはな）
  - 期間:1947年 - 2017年、2017年 -
  - 主宰:中村汀女、没後は小川濤美子を経て小川晴子
  - 師系:高濱虚子

- 花鳥（かちょう）
  - 期間:1945年 -
  - 主宰:伊藤柏翠、坊城中子を経て坊城俊樹
  - 師系:高濱虚子

- 蕪庵（かぶらあん）
  - 期間:江戸時代半ば - 昭和初期
  - 創設者:五味可都里

- 鷗座（かもめざ）
  - 期間:2001年 -
  - 代表:松田ひろむ
  - 師系:古沢太穂
  - 同人:乗本眞澄、日野百草など

- 狩（かり）
  - 期間:1978年 - 2018年
  - 主宰:鷹羽狩行
  - 師系:山口誓子、秋元不死男
  - 同人:片山由美子など
  - 後継誌:香雨（こうう）
- 河内野（かわちの）
  - 期間：1968年-
  - 主宰：山下美典
  - 師系：高濱虚子
  - 同人：立村霜衣、出水青陵など
- 寒雷（かんらい）
  - 期間:1940年 - 2018年
  - 選者:加藤瑠璃子
  - 師系:水原秋桜子

- 銀化（ぎんか）
  - 期間:1998年 -
  - 主宰:中原道夫
  - 師系:能村登四郎
  - 同人:櫂未知子、佐藤郁良、山口優夢、安里琉太など

- 銀漢（ぎんかん）
  - 期間:2011年 -
  - 主宰:伊藤伊那男
  - 師系:皆川盤水

- 九年母会（くねんぼかい）
  - 期間:1924年 -
  - 主宰:小杉伸一路
  - 師系:高濱虚子、五十嵐播水
- 群青（ぐんじょう）
  - 期間:2013年 -
  - 代表:櫂未知子、佐藤郁良
  - 同人:仲寒蝉、岩田奎、安里琉太、小山玄紀、鈴木総史など

- 鶏頭陣（けいとうじん）
  - 期間:1929年 - 1943年
  - 主宰:小野蕪子
  - 同人:永田耕衣、三橋鷹女、中島斌雄など
- 古志（こし）
  - 期間:1993年 -
  - 主宰:長谷川櫂（2011年まで）、大谷弘至（2011年以降）
  - 師系:飴山實

## さ
- 山茶花（さざんか）
  - 期間:1946年 -
  - 主宰:三村純也
  - 師系:高濱虚子

- 澤良木（さわらぎ）
  - 期間:1950年 -
  - 主宰:吉見秋冬火
  - 師系:細見綾子
- 軸（じく）
  - 期間:1967年 -
  - 主宰:河合凱夫、没後は秋尾敏
  - 師系:中島斌雄

- 渋柿（しぶがき）
  - 期間:1915年 -
  - 主宰:松根東洋城、渡部抱朴子を経て現在は渡邊孤鷲

- 紫溟吟社（しめいぎんしゃ）[1]
  - 期間:1898年 - 1902年頃
  - 主宰:夏目漱石
  - 同人:寺田寅彦、厨川千江、渋川玄耳、井上微笑など
  - 備考:「銀杏」を発行

- 四母年（しもねん）
  - 期間:1979年 -
  - 主宰：早川草光
  - 師系:加藤楸邨
- 春耕（しゅんこう）
  - 期間:1986年 -
  - 主宰:皆川盤水、没後は棚山波朗
  - 師系:澤木欣一、細見綾子

- 春燈（しゅんとう）
  - 期間:1946年 -
  - 主宰:安住敦、現在は安立公彦
  - 師系:久保田万太郎、安住敦、成瀬櫻桃子、鈴木榮子
  - 同人:中村苑子など

- 水明（すいめい）
  - 期間:1930年 -
  - 主宰:長谷川かな女、現在は星野光二
  - 師系:長谷川零余子

- 杉（すぎ）
  - 期間:1970年 -
  - 主宰:森澄雄、現在は森潮
  - 師系:加藤楸邨
- 篠（すず）
  - 期間:1984年 -
  - 主宰:岡田史乃、没後は辻村麻乃
  - 師系:安東次男

- 青玄（せいげん）
  - 期間:1949年 - 2006年
  - 日野草城、没後は伊丹三樹彦
  - 師系:高濱虚子
  - 同人:桂信子、阿部完市など

- 青麗（せいれい）
  - 期間:2024年 -
  - 主宰:高田正子
  - 師系:山口青邨、黒田杏子
- 層雲（そううん）
  - 期間:1911年 -
  - 主宰:荻原井泉水、没後は主宰なし
  - 同人:種田山頭火、尾崎放哉、栗林一石路、橋本夢道、松尾あつゆきなど
  - 誌友:住宅顕信など
  - 備考:1992年8月で終刊号となっていたものの誌名を「随雲」に変えて発行[2]。しかしながら2019年度版の俳句年鑑（角川）では誌名が存在していない。

- 草原（そうげん）
  - 期間:2002年 -
  - 主宰:北田傀子
  - 師系:荻原井泉水

- 草樹（そうじゅ）
  - 期間:2004年 -
  - 会員代表:宇多喜代子
  - 師系:桂信子

- 爽樹（そうじゅ）
  - 期間:2011年 -
  - 代表:小山徳夫（2011-2014年）、川口襄（2014－2019年）、河瀬俊彦(2020年ー）
  - 師系:能村登四郎、小澤克己

## た
- 鷹（たか）
  - 期間:1964年 -
  - 主宰:藤田湘子（2005年まで）、小川軽舟（2005年以降）
  - 師系:水原秋桜子
  - 同人:小澤實（のち独立）、奥坂まや、高柳克弘など

- 天為（てんい）
  - 期間:1990年 -
  - 主宰:有馬朗人
  - 師系:山口青邨
  - 同人:対馬康子、岸本尚毅、西村我尼吾、佐怒賀正美など

- 天狼（てんろう）
  - 期間:1948年 - 1994年
  - 主宰:山口誓子
  - 同人:西東三鬼、秋元不死男、橋本多佳子、平畑静塔など

- 童子（どうじ）
  - 期間:1987年 -
  - 主宰:辻桃子
  - 副主宰:安部元気
  - 師系:波多野爽波

- 道標（どうひょう）
  - 期間:1951年 - 2017年
  - 主宰:古沢太穂
  - 師系:加藤楸邨
  - 同人:赤城さかえ、横山林二、板垣好樹、望月たけし、松田ひろむ、谷山花猿、岡崎万寿など

## な
- 菜殻火（ながらび）
  - 期間:1948年 - 2015年
  - 主宰:野見山朱鳥、没後は野見山ひふみ
  - 師系:高濱虚子
  - 同人:神尾久美子など
- 南風（なんぷう）
  - 期間:1933年 -
  - 主宰:山口草堂、現在は村上鞆彦、津川絵里子
  - 師系:水原秋櫻子

## は
- 俳句人（はいくじん）
  - 期間:1946年 -
  - 会長:飯田史朗
  - 会員:橋本夢道、赤城さかえ、古沢太穂、佐藤鬼房、板垣好樹、見學玄、佐藤雀仙人、望月たけし、松田ひろむなど

- 萬緑（ばんりょく）
  - 期間:1946年 - 2017年
  - 主宰:中村草田男、没後は主宰なし
  - 師系:高濱虚子
  - 同人:香西照雄、成田千空、孝橋謙二、瀬田貞二、平井さち子、横澤放川、原子公平、竹中宏、中村弓子など
- 諷詠（ふうえい）
  - 期間:1948年 -
  - 主宰:和田華凜
  - 師系:後藤夜半

- ホトトギス
  - 期間:1897年 -
  - 主宰:高濱虚子、高濱年尾、稲畑汀子を経て稲畑廣太郎
  - 同人:内藤鳴雪、河東碧梧桐、水原秋桜子、高野素十、山口誓子、原石鼎、阿波野青畝、野見山朱鳥、松根東洋城、杉田久女、星野立子、中村汀女、橋本多佳子、松瀬青々、野田別天楼、飯田蛇笏、村上鬼城、渡辺水巴、嶋田青峰、山口青邨、富安風生、川端茅舍、日野草城、中村草田男、京極杞陽、中村楽天、鈴鹿野風呂、長谷川素逝、松本たかし、芝不器男、上崎暮潮など
  - 師系:高濱虚子
  - 備考:正岡子規の指導のもと柳原極堂が「ほとゝぎす」として創刊。1911年に「ホトトギス」となる。

## ま
- 街（まち）
  - 期間:1996年 -
  - 主宰:今井聖
  - 師系:加藤楸邨

- 麦（むぎ）
  - 期間:1946年 -
  - 会長:対馬康子
  - 師系:中島斌雄

- 椋（むく）
  - 期間:2004年 -
  - 主宰:石田郷子
  - 師系:山田みづえ、石田勝彦

- 百鳥（ももとり）
  - 期間:1994年 -
  - 主宰:大串章
  - 師系:大野林火

## や
- ゆく春（ゆくはる）
  - 期間:1927年 -
  - 主宰:室積徂春、現在は内山眠龍
  - 師系:佐藤紅緑
  - 同人:見學玄、太田三郎など

## ら
- 楽園（らくえん）
  - 期間:2020年 -
  - 主宰:堀田季何
  - 師系:小澤實

## わ
- 若葉(わかば)
  - 期間:1928年 -
  - 主宰:鈴木貞雄
  - 師系:富安風生
  - 同人:岡本眸、西村和子など